# Dragon Quest Monsters: Terry’s Wonderland
Dragon Quest Monsters: Terry's Wonderland (яп. ドラゴンクエストモンスターズ テリーのワンダーランド дорагон куэсуто монсутадзу: тэри но вандарандо) — японская компьютерная ролевая игра для портативного устройства Game Boy Color, разработанная в сотрудничестве компаниями Enix и Tose. Оригинальная японская версия вышла в 1998 году, год спустя при участии издателя Eidos Interactive состоялся релиз для европейского региона, а ещё через год — для североамериканского. Американская версия получила название Dragon Warrior Monsters.
Геймплей во многом напоминает популярную серию Pokémon, где нужно точно так же приручать и тренировать разнообразных монстров. Сюжет основан на вселенной шестой номерной части Dragon Quest VI, рассказываемая игрой история переносит события немного в прошлое, когда персонаж по имени Терри был ещё ребёнком. Не сумев предотвратить похищение своей сестры Милли, тоже присутствующей в шестой части, он отправляется искать её в сказочную страну, где вынужден заниматься разведением монстров и участвовать в чемпионатах среди тренеров.
В 2002 году в значительно изменённом виде Terry's Wonderland попала в сборник Dragon Quest Monsters 1+2 для приставки PlayStation, куда была помещена с таким же ремейком своего продолжения, Dragon Quest Monsters 2. Одновременно с этим состоялся релиз для мобильных телефонов, подключённых к японским операторам сотовой связи, мобильная версия получила название Dragon Quest Monsters i. Также в 2012 году разработчиками был произведён ещё один ремейк, игра стала полностью трёхмерной и под названием Dragon Quest Monsters: Terry's Wonderland 3D вышла для карманной платформы Nintendo 3DS. Все ремейки, в отличие от оригинала, никогда не издавались за пределами Японии и не имеют официальных западных локализаций.

## Сюжет
В плане сюжета игру можно считать приквелом Dragon Quest VI, поскольку главными героями здесь являются персонажи оттуда — брат с сестрой Терри и Милли, повествование разворачивается во время их детства. Однажды ночью в их спальне внезапно появляется злой монстр и похищает Милли, но вскоре в комнату приходит ещё один монстр, добрый, и предлагает Терри отправиться на поиски сестры в волшебное королевство Великого древа. Очутившись в новой реальности, мальчик знакомится с местным королём, и тот советует ему стать тренером монстров для участия в легендарном чемпионате — победитель этого турнира имеет право загадать любое желание. Терри даёт согласие и, получив в качестве первого монстра простейшего слайма, отправляется в длительное путешествие с целью поиска новых монстров и развития их в боеспособный отряд.
Преодолев множество препятствий, протагонист становится знаменитым мастером монстров и получает право участвовать в легендарном чемпионате. Побеждая всех своих противников, в финале Терри неожиданно встречается с собственной сестрой, которая, как оказалось, попала в соседнее королевство и стала точно таким же тренером монстров. Одержав победу и над монстрами Милли, герой загадывает желание — вместе с сестрой вернуться домой. Дети просыпаются в своей комнате, но, несмотря на схожие воспоминания о волшебном мире, решают, что всё это им приснилось.

## Игровой процесс
Игрок управляет персонажем по имени Терри, который занимается приручением и тренировкой диких монстров, используемых в сражениях. Монстры, как и в других ролевых играх, после каждого боя получают очки опыта и растут уровнями, благодаря чему их персональные характеристики, такие как сила атаки, защита, ловкость и интеллект, увеличиваются. Также в результате повышения уровней монстры получают новые магические заклинания, каждый может владеть восемью разновидностями, а в случае превышения лимита предусмотрена возможность забывать старую магию в пользу новой. Разные монстры имеют разный потолок развития, растут только до определённого уровня. Новые монстры попадают в отряд либо приручением, когда во время сражения с дикими особями персонаж бросает им мясо, либо путём спариванием двух имеющихся особей. После спаривания оба родителя покидают отряд, оставляя после себя яйцо — из него потом появляется совершенно другое существо, но с некоторыми чертами от родителей. К примеру, если у монстра-отца было высокое сопротивление к огненным атакам, то монстр-сын может унаследовать эту черту, кроме того, в ходе развития он иногда вспоминает какие-то заклинания, которыми когда-то владели его родители.
В игре нет привычной для РПГ мировой карты, и навигация между локациями осуществляется посредством магических порталов, мгновенно переносящих героя в ту или иную область. Большинство порталов находятся в подвалах королевского замка и обязательны к прохождению, однако в других местах королевства можно найти дополнительные необязательные порталы, открывающиеся после выполнения определённых условий. Например, девушка в библиотеке позволяет пройти к одному из порталов, если в отряде протагониста побывают более ста разных монстров. Каждая локация состоит из нескольких генерирующихся случайным образом территорий, персонаж путешествует по ним, сражается с дикими монстрами и встречающимися на пути тренерами, собирает разбросанные предметы, проверяет сундуки с сокровищами. Отыскав портал на одной территории, он попадает на следующую, а в самом конце локации обязательно встречается с боссом, победа над которым приводит его обратно в замок.
Чтобы король открывал герою другие помещения своего подвала с порталами, Терри должен регулярно участвовать в турнирах на местной арене. Заплатив вступительный взнос, персонаж последовательно противостоит трём противникам, причём в этих боях, в отличие от обычных, нельзя пользоваться предметами инвентаря — монстры предоставлены сами себе. После прохождения всех сюжетных порталов герой получает доступ к последнему турниру на арене, и победа на нём является главной целью игры. Игра не заканчивается после финальных титров, при желании персонажа можно вернуть в волшебный мир для прохождения пропущенных ранее порталов и некоторых новых, открывающихся только после преодоления основной сюжетной части.

## Отзывы и критика
| Сводный рейтинг    | Сводный рейтинг |
| Агрегатор          | Оценка          |
| ------------------ | --------------- |
| GameRankings       | 79,81 %         |
| Иноязычные издания |                 |
| Издание            | Оценка          |
| EGM                | 7,62 из 10      |
| Game Informer      | 8 из 10         |
| GameSpot           | 8,7 из 10       |
| IGN                | 9 из 10         |
| Nintendo Power     | 7,2 из 10       |

В Японии игре сопутствовал невероятный коммерческий успех. Несмотря на то, что по сути она представляет собой всего лишь ответвление основной серии Dragon Quest, было продано 2,35 млн копий. Однако в западных регионах, где популярность серии значительно ниже, продажи оказались гораздо скромнее, в частности, на территории Северной Америки магазины смогли реализовать только 60 тысяч экземпляров.
Обозреватели в своих статьях часто сравнивают Terry's Wonderland с серий Pokémon, поскольку в основе геймплея здесь точно так же лежат приручение и тренировка монстров. Некоторые критики отмечали, что фанаты покемонов, ожидающие выхода Pokémon Gold и Silver, очень хорошо могут скоротать время, познакомившись с этим продуктом. Как следует из ревью на сайте GameSpot, разработчики не смогли добиться такой же оригинальности, тем не менее, благодаря добротному геймплею, эта их попытка заслуживает уважения. По мнению портала IGN, Dragon Quest Monsters, разумеется, во многом копирует многие удачные идеи Pokémon, несмотря на это, некоторые элементы реализованы здесь лучше. Например, заметно реалистичнее выглядит процесс поимки диких монстров — вместо метания покебола персонаж приманивает встреченных существ мясом. Также положительными факторами названы большое количество монстров (всего доступны 215 разновидностей) и возможность их спаривания.